# 루시엔느 브와이에

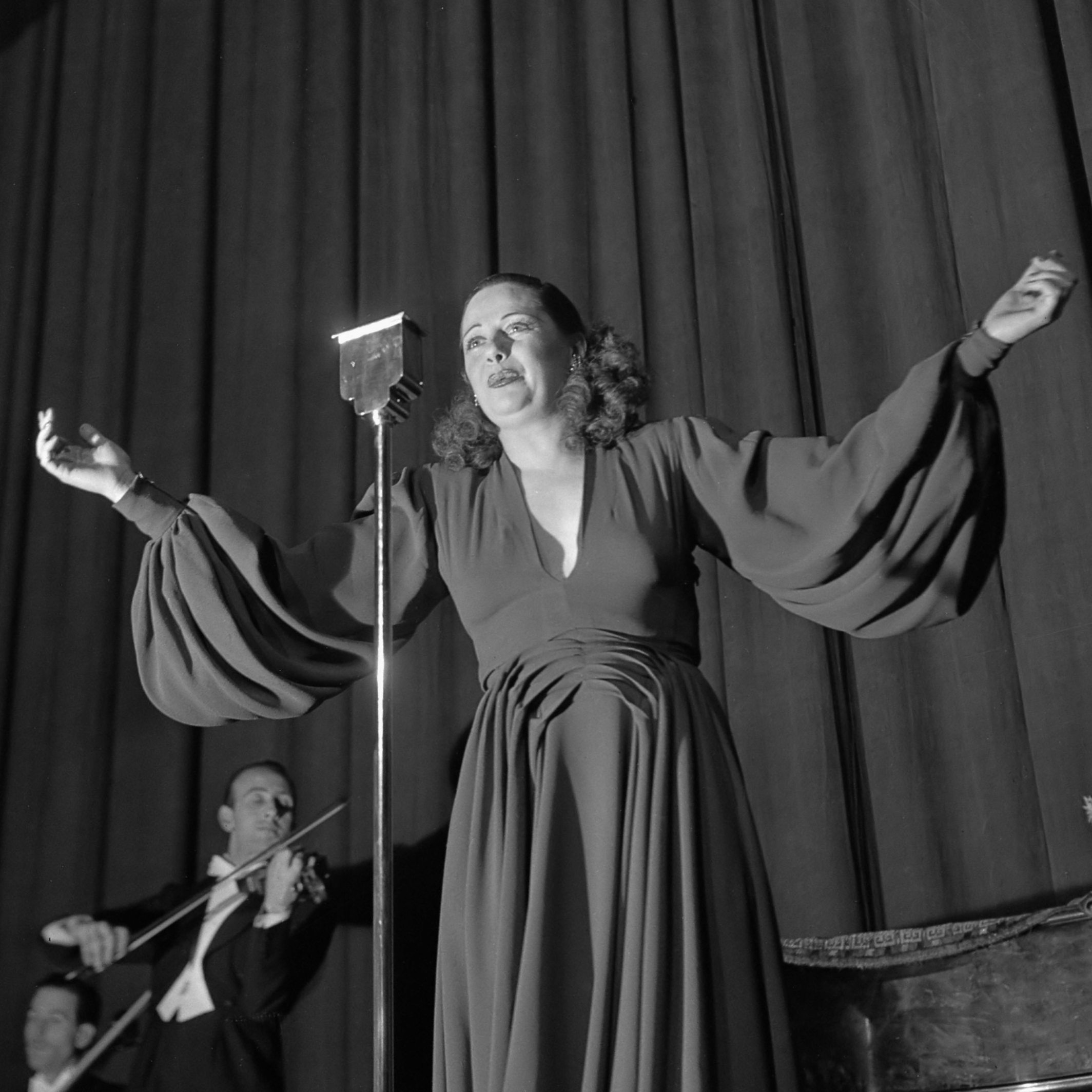
1945년

루시엔느 브와이에(Lucienne Boyer, 1901년 8월 18일 ~ 1983년 12월 6일)는 감미로운 노랫소리로 알려진 여성가수이다. 본명은 에밀리엔 앙리에트 브와이에(Émilienne-Henriette Boyer)이다.
파리의 몽파르나스에서 태어났다. 제1차세계대전으로 부친을 잃은 뒤 여직공 또는 모델 등으로 전전하면서 빈곤에 시달렸다. 그 후 아테네 극장의 타이피스트를 하다가 발탁되어 무대에 섰다. 16세 때 가수로 전향, 1930년에 <사랑의 말씀>을 불러 디스크 대상(大賞)을 받았다.